# Rómeó és Júlia (opera, 1867)
A Rómeó és Júlia Charles Gounod 1867. április 27-én, a párizsi Théâtre-Lyrique-ben bemutatott ötfelvonásos operája. A Faust mellett ez az egyetlen Gounod-opera, amely rendszeres repertoárdarab tudott maradni. A szerző többi művét csak alkalmanként szokták színre vinni még Franciaországban is. E kettő viszont bemutatásra került már a világ valamennyi nagy dalszínházában. Az opera magyarországi premierje 1872-ben volt az akkori Nemzeti Színházban. Hazánkban legutóbb az Erkel Színház újította fel, 2004-ben.

## Az opera története
A zeneszerzőben először 1841-ben, római tartózkodása idején merült fel a Rómeó és Júlia színrevitelének gondolata. Ekkor azonban csak néhány vázlatot készített az operához, és feltehetőleg még a Bellininek írt szövegkönyvet használta. Franciaországba visszatérve a Mireille befejezése után kezdte el ismét foglalkoztatni a téma. Ez esetben is Provence-ban kezdett hozzá a munkához. Saint-Raphaëlben, a Hôtel du Nord-ba tette át rezidenciáját, aztán valamivel később innen nem messze, Oustalet dou Capelnanban bérelt egy kis tengerparti házat. Itt már intenzíven dolgozott új művén: napkeltétől napnyugtáig komponált. Ennek köszönhetően igen jól haladt a munkával, de kb. egy hónap múlva kiújult ideggyengesége miatt félbe kellett hagynia. Két hét párizsi kényszerpihenő és orvosi kezelés után térhetett vissza a komponáláshoz, de immár szigorú családi felügyelet alatt.
A partitúra elkészülte után azonban újabb nehézségek támadtak: a Théâtre Lyrique igazgatója, Léon Carvalho, a közönség elvárásaira hivatkozva kérte, hogy a zeneszámok közé Gounod dialógusokat illesszen be, illetve a látványosság fokozására egy balettbetétet is komponáljon a darabhoz. Gounod ismét vitába keveredett a színház igazgatójával, és végül nem teljesítette annak kéréseit, de az egyes énekszólamok esetében kénytelen volt számos engedményt tenni. Még az opera ősbemutatója előtt két zongorakivonat jelent meg a műből, de ezek egyike sem egyezett a végleges, színre vitt változattal. Ez is mutatja, mennyi változtatást kényszerült eszközölni a zeneszerző a darabon.
Az ősbemutató után tovább folytatódtak az átdolgozások. Még az 1873-as az Opéra comique-beli bemutató előtt az opera újabb változata látott napvilágot. Ennek megjelentetésében jelentős szerepet játszott Georges Bizet. Gounod ez idő tájt ugyanis Londonban tartózkodott, így a Carmen szerzőjére maradt a feladat, hogy közvetítse az énekesek követeléseit feléje. A változtatásokat végül a komponista jóváhagyta. Ezután még két további változat látott napvilágot, majd az 1888-as Opéra Garnier-beli bemutató előtt még egy átdolgozott verzió került kiadásra. A ma eredetinek tekintett, autentikus változat a párizsi Opéra könyvtárában található. Később kiderült, hogy az opera számos, ellenőrizhetetlen kottaváltozata is forgalomba került. 1982-ben Joël-Marie Fauquet részletes tanulmányt írt a Rómeó és Júlia sorsáról: egyenként végigvette az egyes módosításokat, és táblázatban mutatta be a hiteles, Gounod által eszközölt, és az illetéktelen kezektől származó változtatásokat. Az 1873-as átdolgozás csak egyszerűsítéseket tartalmazott (elhagytak egyes részleteket). Az 1888-as verzióban néhány korábbi részletet visszaállítottak, pár új kórusrészlet beillesztettek, valamint ekkor íródott az I. felvonás balettzenéje.

## Az opera szereplői és helyszínei
| Szereplő                      | Hangfekvés       |
| ----------------------------- | ---------------- |
| Júlia, Capulet lánya          | koloratúrszoprán |
| Rómeó, Montague fia           | tenor            |
| Lőrinc barát                  | basszus          |
| Mercutio, Rómeó barátja       | bariton          |
| Stéphano, Rómeó apródja       | mezzoszoprán     |
| Capulet gróf, Júlia apja      | Basszbariton     |
| Tybalt, Júlia unokabátyja     | tenor            |
| Gertrude, Júlia dajkája       | mezzoszoprán     |
| Verona hercege                | bariton          |
| Páris, Júlia kérője           | bariton          |
| Grégorio, Capuleték szolgája  | tenor            |
| Benvolio, Rómeó unokatestvére | bariton          |
| János barát                   | bariton          |

- Helyszínek: I. felvonás: terem Capuleték palotájában; II. felvonás: Capuleték kertje; III. felvonás 1. kép: a ferencesek kolostora, 2. kép: utca, Capuleték háza előtt; IV. felvonás: 1. kép: Júlia szobája; 2. kép: a ferencesek kolostora; V. felvonás: Júlia sírboltja.
- Időtartam: 158 perc (az általában játszott nagyoperai változat szerint)

## Az opera cselekménye

### Előjáték
Kórus ismerteti röviden a bemutatni kívánt történetet: a Capulet és a Montague család régóta ellenséges viszonyban áll egymással, de gyerekeik, Rómeó és Júlia egymásba szeretnek. A két család viszálya végül gyermekeik halálához vezet. Szerették egymást, de a családok nem felejtették el az egymás iránti gyűlöletet, ezzel már a fellángoláskor halálra ítélték a két fiatal szerelmét.

### I. felvonás
Capuletéknél fényes álarcosbált rendeznek Júlia 15. születésnapja alkalmából. Itt jelenti be Capulet gróf, hogy lánya hamarosan férjhez fog menni Páris grófhoz, a veronai herceg unokatestvéréhez. Álarcaik védelme mögött ott van az ünnepi forgatagban Rómeó is kíséretével. Mercutio Rómeó félelmét és aggályait akarja eloszlatni Mab királynő balladájának előadásával. Ezután megjelenik Júlia, akinek szépsége egyből rabul ejti a Montague család legifjabb tagját. Mercutio megpróbálja elvonszolni Rómeót a lány közeléből, de ő makacsul visszaszökik hozzá. Amikor végre kettesben maradnak, Rómeó leveszi álarcát, és szerelmet vall Júliának, aki ezt örömmel fogadja, és csókkal jutalmazza. Ekkor lép színre Tybalt, aki Párist vezeti be, és felismeri Rómeó hangját. Mindketten kardot rántanak és üldözőbe veszik, ám sikerül neki kíséretével elmenekülnie. Ezután Tybalt felvilágosítja unokahúgát, hogy kivel enyelgett. Tybalt őrült dühöngését csak Capulet tudja lecsillapítani, aki az ünnepre való tekintettel nyugalmat parancsol.

### II. felvonás
Rómeó bátor tettre szánja el magát: annak ellenére, hogy üldözői még nem hagytak fel a keresésével, visszaszökik Capuleték kertjébe. Az éj sötétjét a Júlia szobájából kivetülő fény töri meg. Rómeó nem tudja türtőztetni magát, szerelmi vallomásban tört ki. Az erkélyen megjelenik Júlia, a két fiatal örök hűséget fogad egymásnak.

### III. felvonás
1. kép: Rómeó arra kéri családja régi ismerősét, Lőrinc barátot, hogy eskesse össze őt Júliával. A szerzetes eleinte vonakodik, de miután megismeri Júlia érzelmeit is, kötélnek áll. Abban bízik, hogy a fiatalok szerelme kibékíti majd a több generáció óta haragban lévő családokat. (Itt jönne egy esküvői jelenet, de ezt általában elhagyják.)
2. kép: Az utcán, Capuleték palotája előtt, Stéphano gúnydalt énekel egy turbékoló gerlepárról. Gregorio, a Capulet család szolgálatában lévő apród, meghallja a gúnyos szavakat és párbajra hívja a gúnyolódót. Nemsokára megjelenik Mercutio és Tybalt, hogy ők folytassák a vitát. Ezután Rómeó lép színre, aki megpróbálja lecsillapítani a kedélyeket. De Tybalt nem tágít, és nekiesik Rómeónak. A fiú nem akar megvívni felesége rokonával, de amikor az halálosan megsebesíti Mercutiót, elszabadulnak az indulatok. Rómeó kardot ránt, és leszúrja Tybaltot. Capulet ekkor lép ki palotája kapuján, majd a viszály kiújulásáról értesített veronai herceg is megjelenik. Capulet igazságot követel családjának, a herceg száműzi Rómeót, akinek estig el kell hagynia a várost.

### IV. felvonás
1. kép: Száműzetése előtt Rómeó beszökik Júlia szobájába. Ez az egy éjszakájuk maradt szerelmük beteljesítésére. Hajnalban a fiúnak indulnia kell, a fiatal házasok megerősítik egymást érzelmeikről. Ezután Capulet érkezik leányához. Beszámol neki Tybalt haláláról, majd közli: unokabátyja utolsó kérése az volt, hogy mielőbb menjen férjhez Párishoz. Utasítja lányát: készülődjön, az esküvőt még ma megtartják.
2. kép: A kétségbeesett Júlia Lőrinc baráttól kér segítséget, aki egy olyan port ad a lánynak, amely mély álomba szenderíti. Halottnak fogják hinni, ő pedig értesíti Rómeót, mire felébred. Ám nem sokkal ezután Lőrinc arról értesül János baráttól, hogy levele nem érkezett meg Rómeóhoz, Stephanót a Capuletek megtámadták és megsebesítették, így annak menekülnie kellett.

### V. felvonás
Rómeó szerelme halálhíréről értesülve titokban visszaszökött Júlia sírjához. Mit sem tud arról, hogy a lány nem halt meg, csak tetszhalott. Úgy érzi, szerelme halálával értelmét vesztette élete, ezért felhajtja a magával hozott mérget. Amikor felesége ébredezni kezd, a férfi már haldoklik. Még megvallják egymásnak szerelmüket, majd férje halála után, annak tőrével Júlia megöli magát.

## A opera szövegkönyve
Az opera librettóját Jules Barbier és Michel Carré írta. Szakértők hangsúlyozni szokták, hogy a Rómeó és Júlia számtalan operafeldolgozása közül Gounod műve követi leghívebben a shakespeare-i eredetit. A szerzőpáros olyan részleteket is megtartott, mint pl. Mab királynő balladája vagy Júlia nászéjszakája az esküvő után. Csak az utolsó kép tér el az eredeti tragédiától: Gounod operájában ugyanis Rómeó nem hal meg a méreg felhajtásakor, csak Júlia magához térése után. Ez lehetőséget teremtett egy búcsú kettős beiktatására. Ezenkívül beiktattak egy új szereplőt Stéphano néven, aki Rómeó apródja, valamint az operában szerepel egy külön esküvői jelenet is, de ezt a mai rendezők nagy része kihúzza.
A kritikusok többsége rosszul viselte és még viseli ma is ezeket a változtatásokat, vagy ahogy ők mondják, hamisításokat. Igazuk van abban, hogy az eredeti színdarab sokrétűbb, mint Gounod változata, de abban már nincs igazuk, hogy az opera dallamtalan volna. A Rómeó és Júlia ugyanolyan dallamos, mint a Faust, ráadásul kevésbé szentimentális és dramaturgiailag is feszesebb.

## Az opera zenéje
A Rómeó és Júlia a sok szép lírai jelenet mellett képes megszólaltatni a témához illő tragikus hangot is. Az első két felvonás tele van a címszereplők pazar áriáival és kettőseivel, a II. felvonás fináléja pedig az egész francia operairodalom egyik legérzékibb pillanata. Az opera igazi fénypontja az egész V. felvonást betöltő, húszperces búcsúkettős. A mű sikeres színre viteléhez azonban kiváló énekesek és egy jó karmester szükséges. Nagyon fontos, hogy a dirigens megfelelő tempóban tudjon haladni. Az utolsó felvonásban a szenvedélyek messze túllépnek a szereplők testi állapotán, ami csak az operák világában megszokott realitás, de a zene sokkal közelebb jut Shakespeare pátoszához, mint drámáinak bármely más operaváltozatában, Verdi Shakespeare-adaptációit kivéve. A IV. felvonásban a szerelmesek ölelkezését a csellók érzelmes zenéje kíséri, amely pontos képet fest a zeneszerző minden túlzástól és szószátyárságtól mentes stílusáról. A merész harmóniakezelés, a zenekari rész gazdag kidolgozása Wagner hatásáról tanúskodik, de Gounod nem szakított a francia hagyományokkal, megmaradt végig lírikus költőnek.

## Az opera legismertebb részletei
- Mab la reine – Mab királynő balladája az 1. felvonásban
- Je veus vivre dans ce rêve – Júlia 1. felvonásbeli áriája
- Ah! Lève-toi soleil – Rómeó cavatinája a 2. felvonásban

## Az opera szövegkönyve magyarul
- Az opera librettójának XIX. sz.-i magyar fordítása